# Sheikh Jackson
Pour plus de détails, voir Fiche technique et Distribution.
Sheikh Jackson est un film dramatique égyptien de 2017 réalisé par Amr Salama. Il a été projeté dans la section des présentations spéciales au Festival international du film de Toronto 2017. Il a été sélectionné comme entrée égyptienne pour le meilleur film en langue étrangère à la 90e cérémonie des Oscars, mais il n'a pas été nommé.

## Synopsis
Un religieux islamique qui aime se déguiser en Michael Jackson est mis en porte-à-faux à la suite de la mort du chanteur.

## Distribution
- Ahmed El-Fishawy
- Maged El Kedwany
- Ahmed Malek
- Salma Abudeif
- Basma
- Dorra

## Controverse
En décembre 2017, en Égypte, le film a été renvoyé à l'université Al-Azhar pour une enquête sur le blasphème, bien qu'il ait été autorisé par le comité de censure égyptien. Lorsque le critique de cinéma Tarek El-Shenawy a défendu le film, de nombreux lecteurs de Facebook ont réagi par des insultes furieuses contre lui et le film.